# Peter Bischoff
Franz Peter Bischoff (ur. 24 marca 1904 w Monachium, zm. 1 lipca 1976 w Hamburgu) – niemiecki żeglarz sportowy, medalista olimpijski. 

## Życiorys
Podczas letnich igrzysk olimpijskich w Berlinie (1936) zdobył, wspólnie z Hansem-Joachimem Weise’em, złoty medal w żeglarskiej klasie Star. Był to jedyny złoty medal w żeglarstwie zdobyty dla Niemiec w Kilonii, gdzie odbywały się zawody żeglarskie.
Peter Bischoff studiował medycynę i był lekarzem w Berlinie. Był żonaty ze śpiewaczką operową Carlą Spletter, członkinią berlińskiej Staatsoper. Po II wojnie światowej oboje przenieśli się do Hamburga, gdzie Carla zmarła na raka w 1953. Młodszy brat Petera Bischoffa, Fritz, również był żeglarzem i uczestniczył w olimpiadzie w 1936, zdobywając brązowy medal w  klasie 8 metrów.